# Шагур
Шагу́р (вариант: Шагор) (ивр. שגור‎, араб. الشاغور‎) — в прошлом: арабский город в северном округе Израиля, расположенный к востоку от прибрежного города Акко. Он был образован в 2003 году в результате слияния трех арабских местных советов — Маджд-аль-Крума, Дейр-аль-Асада и Бины. Получил статус города в 2005 году. Вновь расформирован на составляющие местные советы в декабре 2008 года.
Население всех составляющих частей бывшего города на 2009 год составляло 31000 человек.

## История
Название города происходит от названия окрестных долин.
Город Шагур образовался в результате слияния трех арабских местных советов — Маджд-аль-Крума, Дейр-аль-Асада и Бины, которые как и большинство арабских деревень в Галилее были в основном сельскохозяйственными поселениями. Основными выращиваемыми культурами были оливки, инжир, цитрусовые деревья и гранаты. Все три деревни были заняты израильскими силами 30 октября 1948 года во время операции «Декель».
В Второй Ливанской войны между Израилем и Хезболлой, по меньшей мере 43 ракеты «Катюша», выпущенные из Ливана, упали в пределах районов Шагура, погибли четыре мирных жителя. Скорее всего, целью обстрелов являлся находящийся неподалёку еврейский город Кармиэль.
Маджд-аль-Крум (араб. مجد الكروم‎, ивр. מַגְ 'ד אל - כֻּרוּם‎) охватывает всю западную часть Шагура. Название переводится с арабского как «Прославленный виноградник». Маджд-аль-Крум получил это название из-за своей истории по выращиванию винограда. Древние руины (расположенные на окраине города), состоят из ям, встроенных в скалы, где жители давили ногами виноград, получая хорошее вино.
Город был вновь расформирован на составляющие местные советы 1 декабря 2008 года.

## Демография
По данным израильского Центрального статистического бюро (ЦСБ), в Шагуре проживало 31 000 человек, из которых основное число составляет мусульманское населения, небольшое количество христианских арабов проживают в центральной и восточной частях города.
В 1948 году, большинство из жителей окрестных деревень остались в этом районе, к ним также прибавилось некоторое количество беженцев из других арабских деревень. Тем не менее, небольшое число арабов бежали из Маджд-аль-Крума и поселилось в лагере беженцев Шатила в Ливане.

## Образование
По данным ЦСБ, в Шагуре имелось 18 школ (9 начальных, 3 средних и 6 старших). В общей сложности в них училось 7473 школьников, 4276 в начальных школах, 1822 в средних и 1375 в старших школах. В 2005 году 43,5 % учащихся 12-го класса получили аттестат зрелости.

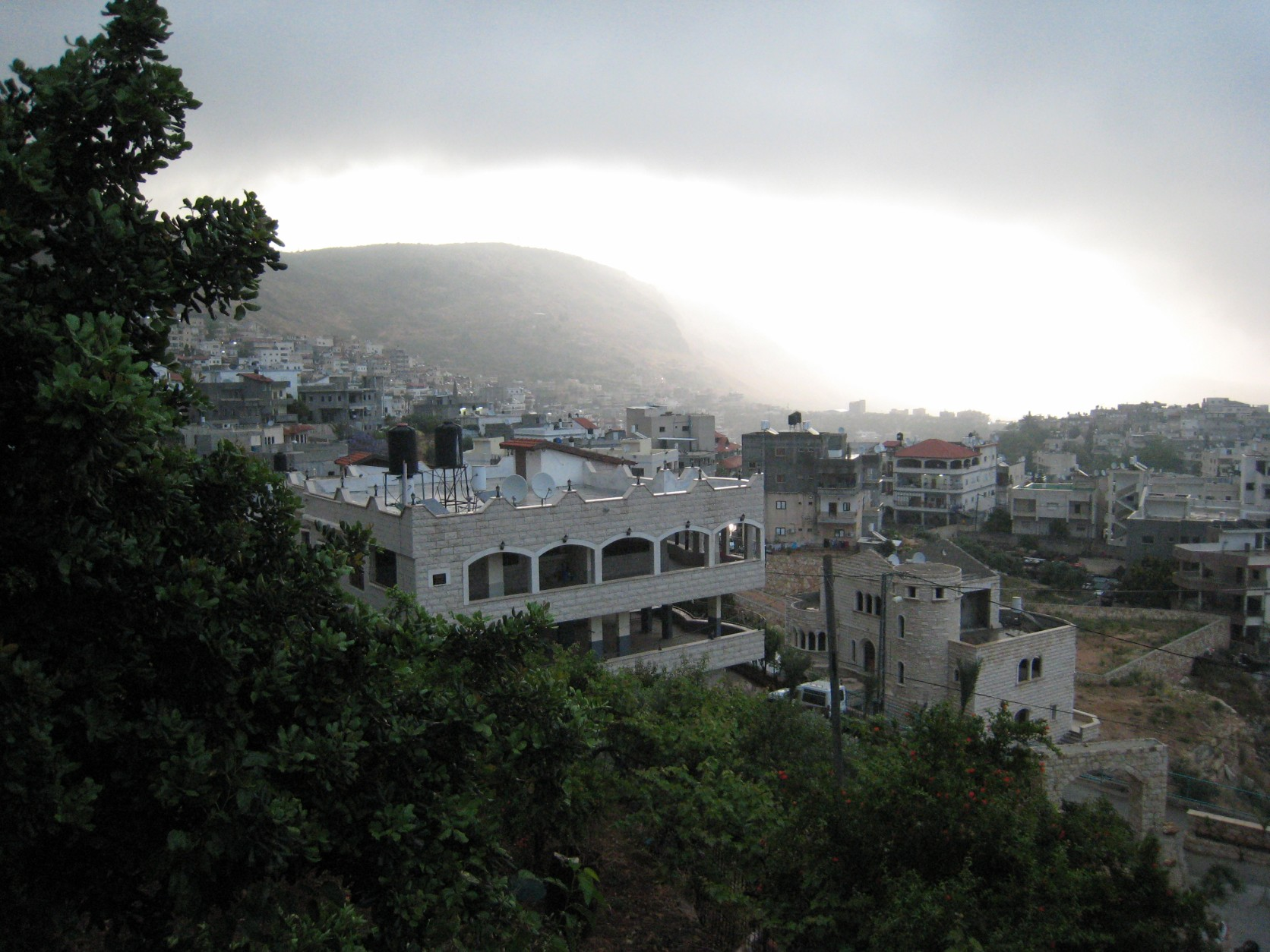
Дейр-аль-Асад

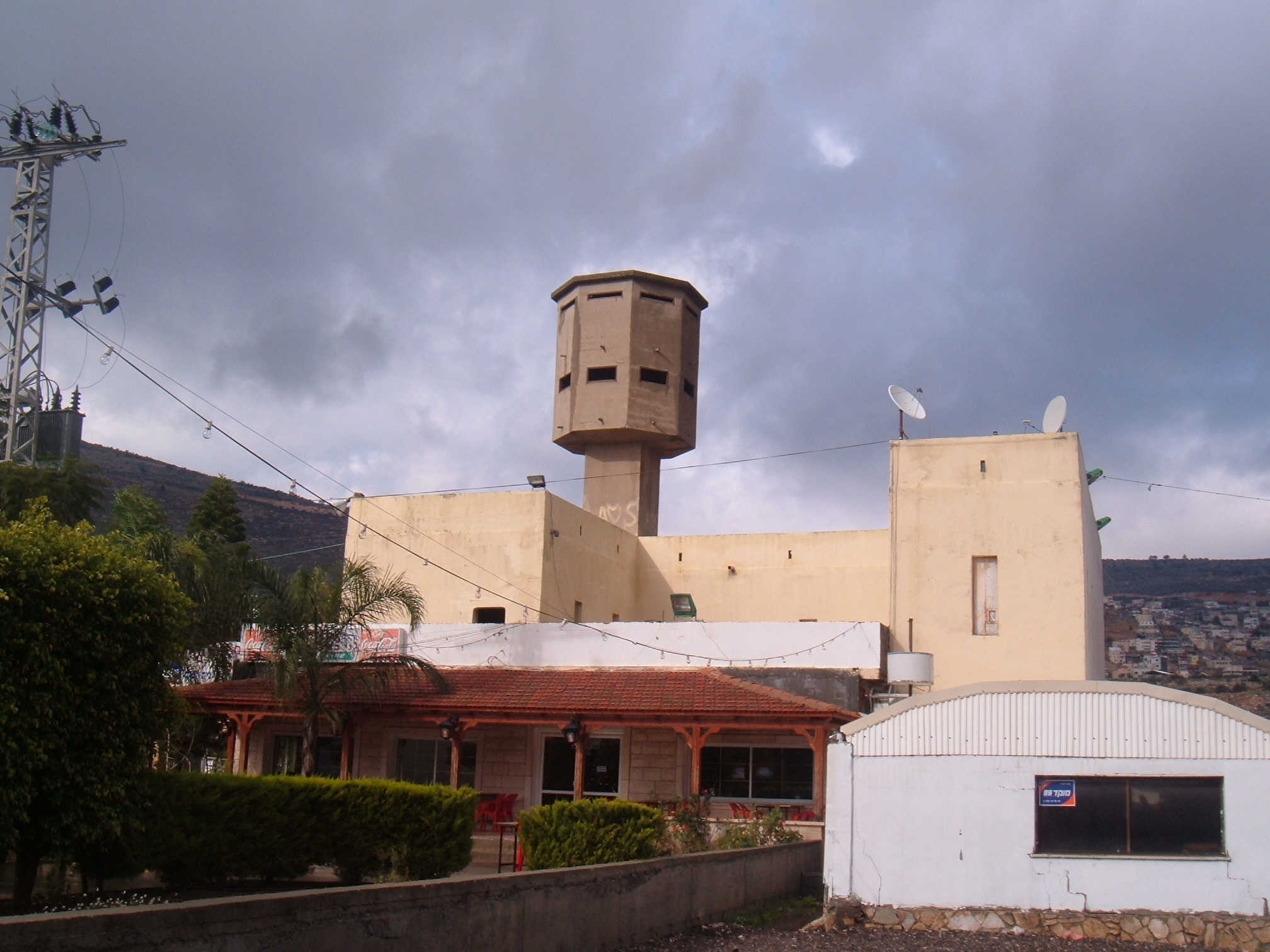
Бывший Тегарт (форт) в Маджд-аль-Крум, переоборудованный под ресторан.